# Harry Christlieb
Hermann Christlieb (genannt Harry Christlieb; * 26. Mai 1886 in Cincinnati; † 16. Mai 1967 in Amberg) war ein deutscher Bildhauer, Skulpturenkünstler und Bronzegießer.

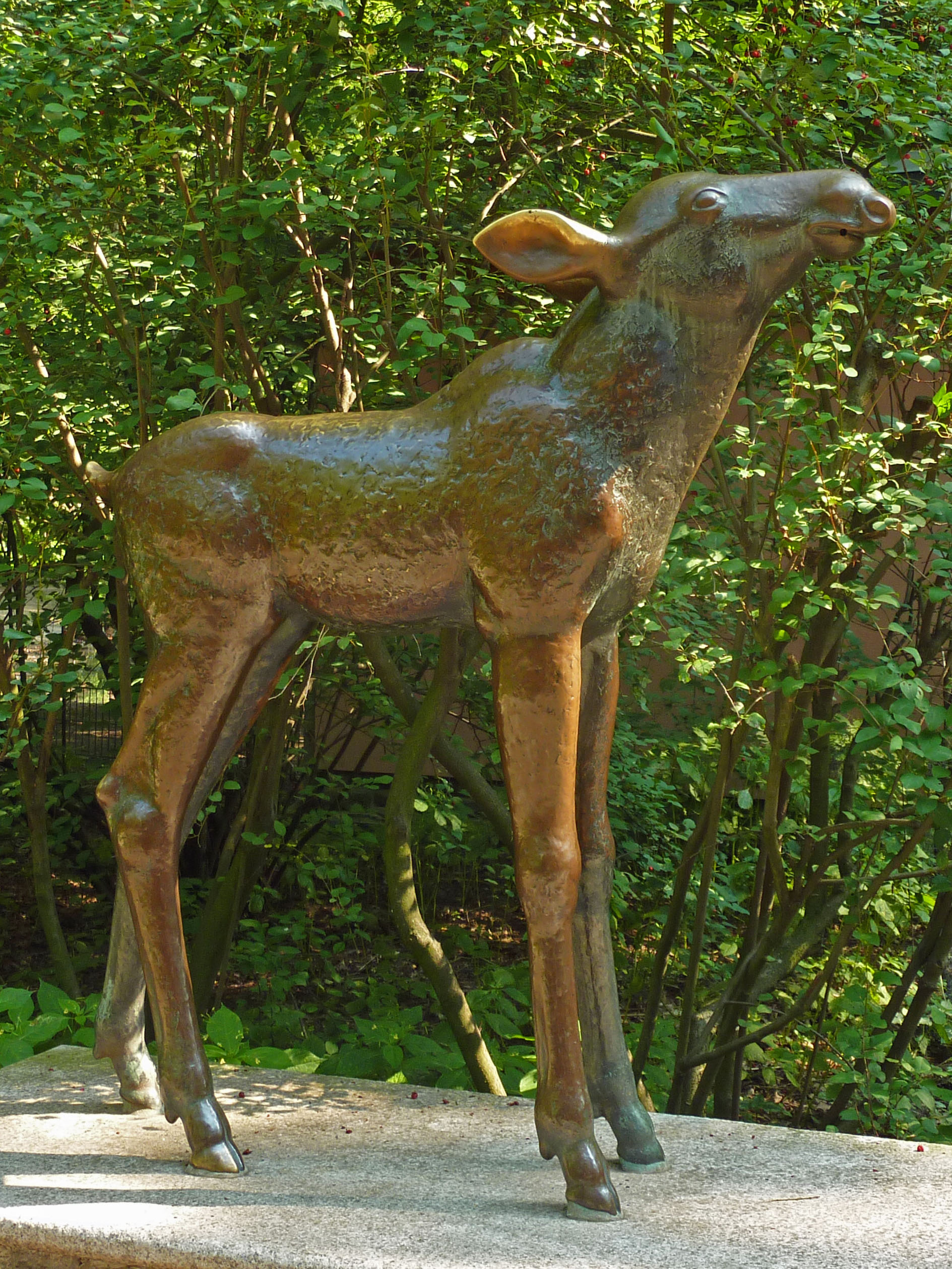
Bronzeplastik von Harry Christlieb im Tierpark Berlin

## Leben
Im Alter von vier Jahren erkrankte Hermann Christlieb schwer an Scharlach und verlor dadurch sein Gehör. Als 15-Jähriger begann er seine Lehre als Stuckateur. Anschließend studierte er an der Hamburger Kunstgewerbeschule. Durch ein Stipendium konnte er nach Italien reisen.
Durch seine großen künstlerischen Fähigkeiten und Begabungen gelang es ihm, in die Münchner Kunstakademie aufgenommen zu werden.
1916 ließ er sich in Berlin als freischaffender Künstler nieder. Sein Atelier hatte er in Kleinmachnow.
In der Zeit des Nationalsozialismus war Christlieb Mitglied der Reichskammer der bildenden Künste. Für diese Zeit ist seine Teilnahme an 24 großen Gruppenausstellungen sicher belegt, darunter von 1937 bis 1944 mit 16 Werken alle Großen Deutschen Kunstausstellungen in München.
1945 floh Christlieb aus Berlin nach Schleswig. Viele Skulpturen von ihm blieben in Berlin.
1950 kam er nach Amberg, wo er zusammen mit seiner Frau Alma Aufnahme in einem Auffanglager für Flüchtlinge und Vertriebene fand. 1962 schuf er die überlebensgroße Bronzeskulptur Flamingogruppe am späteren Kurfürstenbad in Amberg.
Sein Atelier an der Sulzbacher Straße erwarb Manfred Raumberger.

## Postume Ehrung
Die Stadt Amberg benannte 2012 eine neue Straße im Sebastianviertel nach ihm.